# Timberland Industries
Die Timberland Industries Inc. (1968–1972 Western Pacific Industries; 1972–1977 Pacific Western Industries) war ein amerikanischer Konzern in der Holzindustrie. Der Konzern wurde 1987 von Weyerhaeuser übernommen.

## Geschichte
Ende der 1960er Jahre beschlossen die Brüder Ian MacDonald (1929–2003), James Allan MacDonald (1922–2007) und Donald MacDonald (1923–2008) ihre Unternehmen zusammenzulegen. Die Basis dafür bot die 1953 gegründete, 1966 in Western Prefinish Woodwork Company umbenannte, Western Plywood Company von Donald MacDonald. Nach der Änderung der Gesellschaftsstruktur und der Umbenennung in Western Pacific Industries im Juni 1968 wurden die Unternehmen von James Allen MacDonald (MacDonald-Miller Company) und von Ian MacDonald (Cal-Wood Door Corporation) erworben. Die drei Unternehmensbereiche wurden weitgehend selbstständig geführt. Western Prefinish Woodwork produzierte einbaufertige Holzbauelemente (Küchen, Treppen, Türen etc.), MacDonald-Miller war ein Hersteller von Klima- und Lüftungsgeräten und Cal-Wood Door war einer der größten Türenhersteller an der US-Westküste. Weiterhin wurden bis Ende 1968 noch die Unternehmen Hinton Jones & Co. (Investments), Brennan Supply Co. (Werkzeuge, Leuchten u. a.), Materials Handlings Associates Inc. (Massenguttransport) und Timberland Forest Products Inc. (Holzhandel) erworben.
Nachdem die Bahngesellschaft Western Pacific Railroad sich 1970 mit der Gründung der Holdinggesellschaft Western Pacific Industries eine neue Struktur gegeben hatte, war das bisher als Western Pacific Industries bezeichnete Unternehmen gezwungen sich umzubenennen. Als neuer Name wurde Pacific Western Industries gewählt. Diese Änderung wurde 1972 wirksam. Die beginnende Rezession Anfang der 1970er Jahre führte 1970 zu einem hohen Unternehmensverlust und zu einer Reorganisation in der Unternehmensführung. J. Allen MacDonald übernahm die Präsidentschaft von seinem Bruder Donald MacDonald.
Die Brennan Supply Co. übernahm 1971 auch die Produktion von Holzbauelementen und Möbel und schuf die Tochtergesellschaft Brennan Western Inc. Um die Verschuldung zu reduzieren wurde außerdem 1971 die Beteiligung an Hinton Jones & Co. wieder verkauft sowie die unwirtschaftliche Materials Handlings Associates Inc. liquidiert. 1972 verließ Donald MacDonald das Unternehmen und die Western Prefinish Woodwork Company wurde aus dem Unternehmensverbund herausgelöst. Ein Teil der Produktion verblieb jedoch im Konzern. Gleichzeitig wurden Aktien der Pacific Western Industries auf dem freien Markt zum Kauf angeboten.
Im März 1974 wurden das Vermögen eines Tischlereiunternehmens durch die neu gegründete Brennan Western Millwork Inc. erworben. Im Juni 1974 wurde das Tochterunternehmen Western Modular Corporation gegründet, dass Modulhäuser herstellte. Hauptmarkt des Unternehmens war Alaska. 1975 wurde die Produktion der Holzbauelemente, Tischlereierzeugnisse und die Möbelproduktion in das neue Tochterunternehmen Western Cabinet and Millwork zusammengefasst. Nach der Übernahme des Anlagevermögens eines insolventen Unternehmens wurde unter der Bezeichnung Welsh Panel ab Mitte 1975 die Produktion von Holzplatten aufgenommen. Zum 1. Oktober 1975 wurde die MacDonald-Miller Company an zwei Beschäftigte des Unternehmens veräußert.
Am 18. Mai 1977 wurde der Name des Unternehmens in Timberland Industries Inc. geändert. Durch die Emission weiterer Aktien wurde das Aktienkapital verdoppelt. Western Modular wurde in Timberland Homes und Welsh Panel in Timberland Panel umbenannt. Ende 1979 wurde die Produktion von Timberland Panel wegen Unwirtschaftlichkeit eingestellt. Western Cabinet and Millwork bezog im gleichen Jahr neue Produktionseinrichtungen in Woodinville.
Die Rezession zu Beginn der 1980er Jahre zwang Timberland Industries 1980 die unwirtschaftlichen Tochterunternehmen Timberland Forest Products Inc. und Timberland Homes zu verkaufen. Nachdem sich der Markt langsam erholte, wurde 1983 der Fensterhersteller WindowsVisions Inc. erworben. Da die Exporte stark zunahmen wurde außerdem das Export-Tochterunternehmen Timberland International Inc. gegründet. Brennan Supply wurde im Juni 1983 in die beiden Geschäftsbereiche Brennan Lightning (Bedarf für den Wohnhausbau) und Brennan Commercial (Bedarf für Geschäftsgebäude, Brandschutztüren etc.) aufgespalten. Western Cabinet and Millwork besaß ab 1984 ein Montagewerk auf Hawaii.
Zum 19. November 1987 wurde Timberland Industries vor allem wegen Cal-Wood Door von der Weyerhaeuser Company übernommen. In der Folge wurde der Timberland-Konzern zerschlagen und nicht in das Portfolio von Weyerhaeuser passende Unternehmen wieder verkauft.

## Unternehmenssitz
Ursprünglicher Sitz des Unternehmens war in Seattle im First National Bank Building. Ab 1977 wurde der Sitz nach Bellevue verlegt.

## Unternehmensleitung
- Chairman of the Board
  - 1968–1970: Donald MacDonald

- Präsident
  - 1968: Hughes G. Pike
  - 1969–1970: Donald MacDonald
  - 1971–1987: J. Allen MacDonald